# Bruvik
Bruvik är en kyrkby i Osterøy kommun i Vestland fylke i västra Norge. Orten ligger vid fylkesväg 5418, på den sydöstra delen av ön Osterøy. Här finns Bruviks kyrka.
Orten har tidigare tillhört dåvarande Haus kommun, därefter har den utgjort centralort i dåvarande Bruviks kommun.

## Bilder

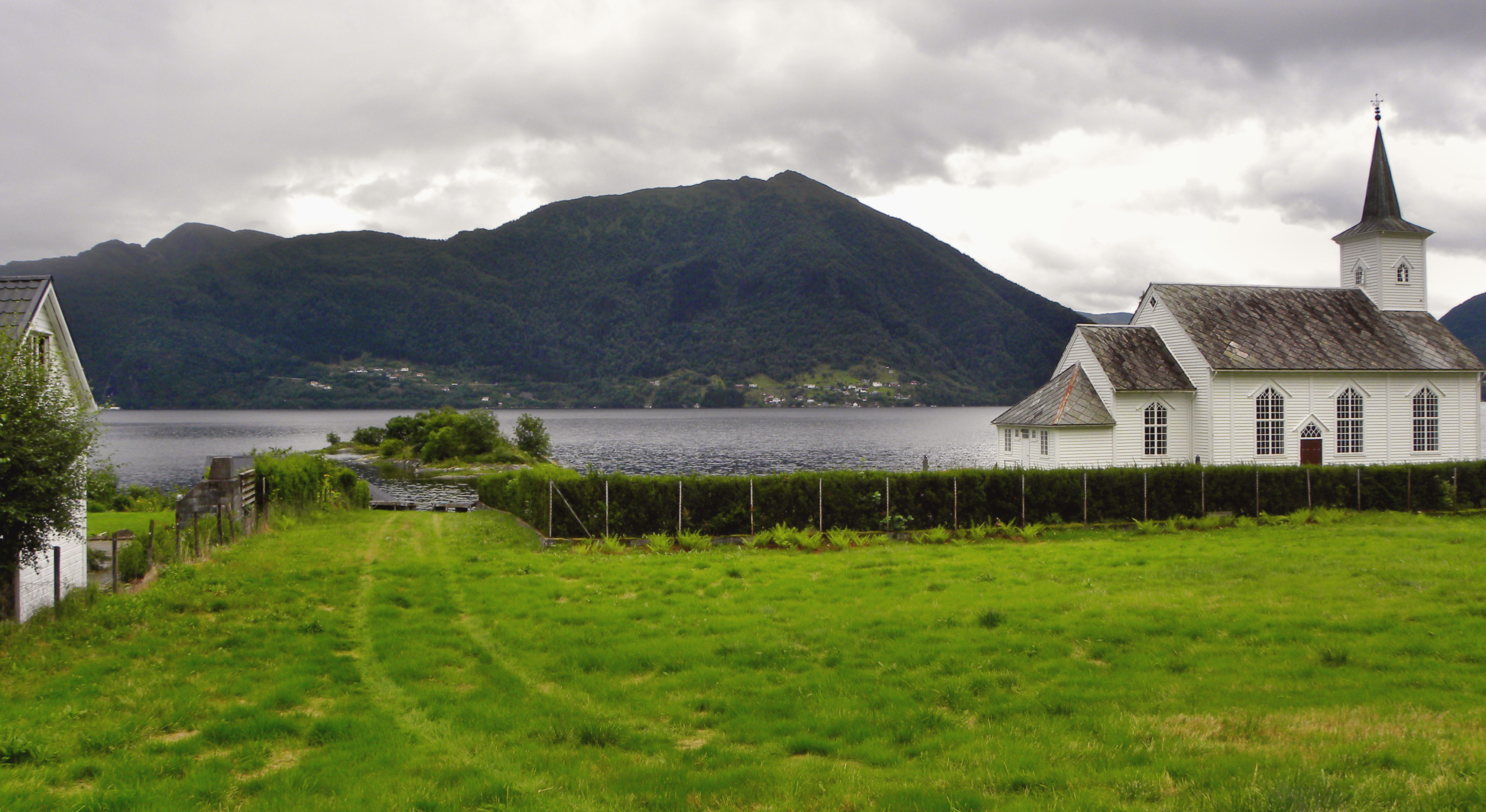
Bruviks kyrka.
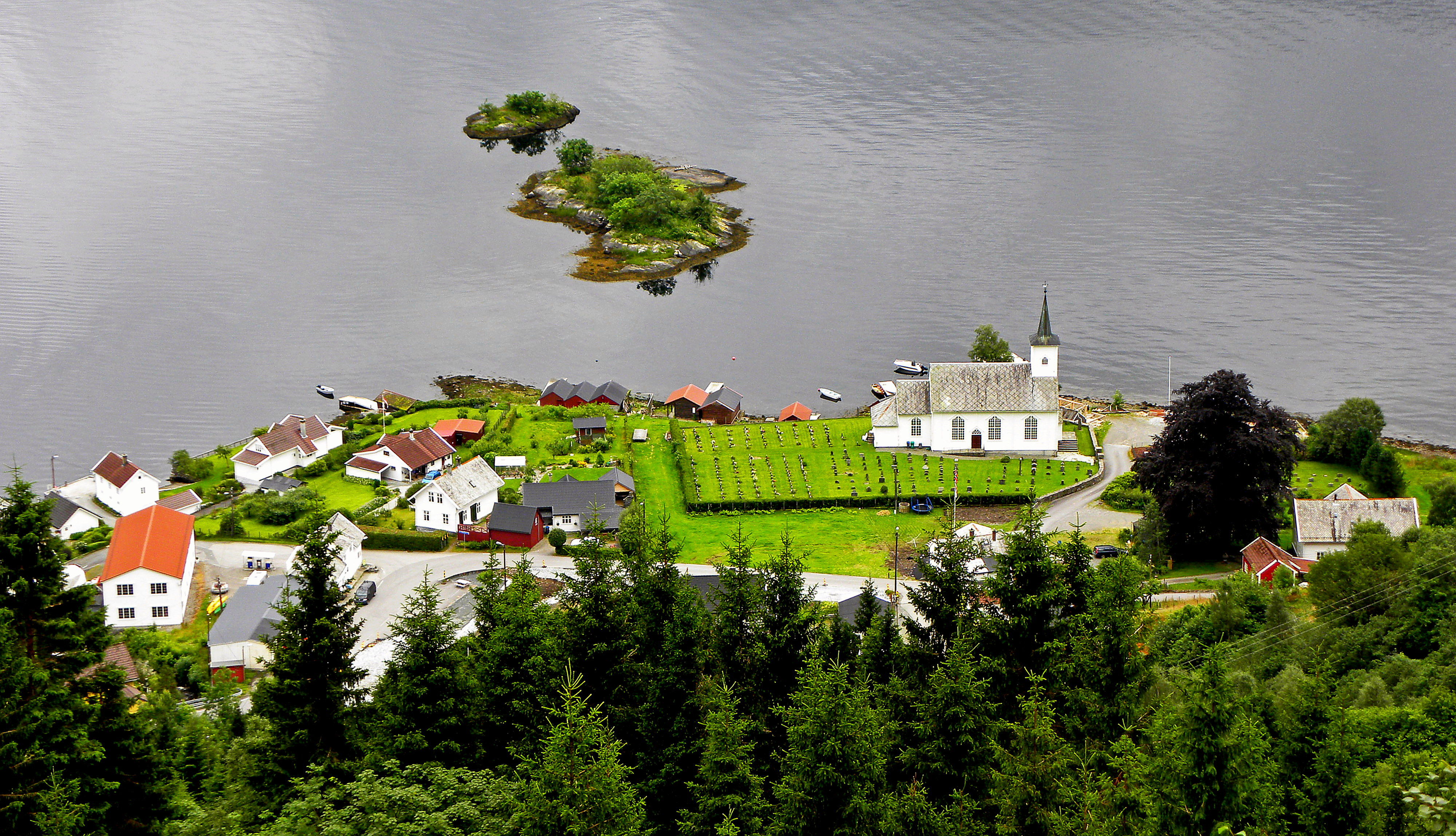
Området kring Bruviks kyrka.